# Mi vedrai tornare
Mi vedrai tornare è un film del 1966 diretto da Ettore Maria Fizzarotti.
Fa parte del filone dei cosiddetti film musicarelli.

## Trama
Gianni Aleardi è un cadetto dell'Accademia della Marina Militare a Livorno; avendo ottenuto una licenza proprio prima di imbarcarsi per la crociera di fine corso sulla Andrea Doria, decide di tornare dalla famiglia a Roma insieme all'amico Saro.
Durante il soggiorno, incontra in una sala da ballo una giovane principessa giapponese, Liù, figlia del principe Hiro Toyo, ambasciatore giapponese a Roma, di cui si innamora. Hiro Toyo è anche amico del nonno di Gianni, l'Ammiraglio Aleardi.
Questa amicizia però non impedisce all'Ambasciatore di opporsi al matrimonio, perché Liú è promessa sposa ad un nobile nipponico (mentre Gianni è legato alla giovane duchessina Gigliola, unione fortemente voluta dalle loro madri).
Alla fine il padre di Liù, trovando la figlia in procinto di fare harakiri, si renderá conto che la sua felicitá è più importante delle tradizioni, e acconsentirá al matrimonio.
Anche Saro troverá l'amore, fidanzandosi con la dolce Alina, cugina di Gianni.

## Soggetto della pellicola
Il soggetto del film era di Sergio Bonotti il quale volle ideare una storia alla Madama Butterfly naturalmente con alcune varianti. Il film vide come protagonista una giovanissima Elisabetta Wu figlia dell'attore e tenore Gregorio Wu e che interpreterà ruoli più secondari nei pochi film successivi.

## Curiosità
La scena nella quale Liù corre verso la nave in cui è imbarcato Gianni urtando e spingendo ogni marinaio che incontra non è stata girata a La Spezia ma bensì a Roma, alla Scuola dello sport del CONI all'Acqua Acetosa, allora da poco inaugurata.

## Canzoni
Queste le canzoni presenti nel film in ordine di esecuzione, tutte eseguite da Morandi:
- La mia voce (testo di Mogol e Ricky Gianco; testo originale e musica di Jackie DeShannon)
- Se fra noi qualcosa cambierà (testo di Gianni Morandi; musica di Guido Cenciarelli)
- Quando sarai lontana (testo di Franco Migliacci; musica di Ennio Morricone)
- Deguello (testo di Calibi e Gaiano; musica di Dimitri Tiomkin)
- La fisarmonica (testo di Franco Migliacci; musica di Bruno Zambrini e Luis Bacalov)
- Mi vedrai tornare (testo di Franco Migliacci; musica di Bruno Zambrini e Luis Bacalov)

## Galleria d'immagini

Tommaso e Virginia (Raimondo Vianello e Sandra Mondaini)
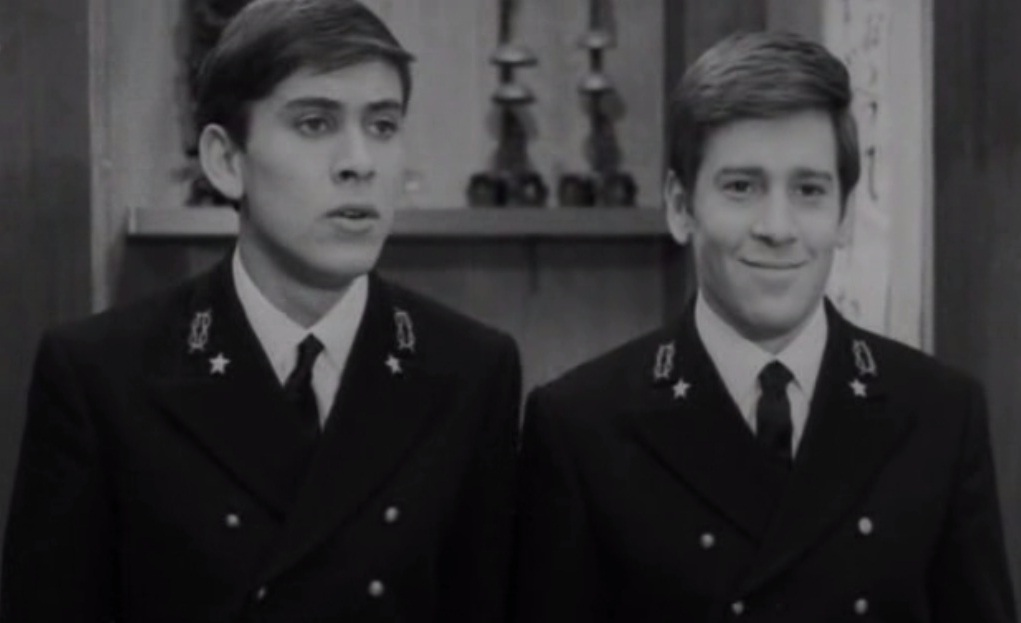
Gianni e Saro (Gianni Morandi ed Enzo Cerusico)
Gianni e Liù (Gianni Morandi ed Elisabetta Wu)